# Прапор Самотоївки
Прапор Самотоївки — офіційний символ села Самотоївки Краснопільського району Сумської області, затверджений рішенням сесії міської Ради від 8 червня 2014 року. Авторами сучасного герба є Валерій Напиткін (м.Хмельницький) у співпраці з сільським головою.

## Опис
На квадратному синьому полотнищі жовтий розширений хрест, що торкається країв. На хресті червона козацька шабля, поставлена вертикально, перебиває чорний ятаган, покладений горизонтально" Прапор повторює центральну частину герба.